# Сагайдачного, 8
Наріжний будинок № 8 — колишній прибутковий будинок, розташований на розі вулиць Ігорівської і Петра Сагайдачного, що на Подолі у Києві.
За визначенням дослідників, кам'яниця — характерний зразок забудови Подолу у другій половині XIX сторіччя.
Наказом Міністерства культури і туризму України № 521/0/16-09 від 13 липня 2009 року кам'яницю внесено до обліку пам'яток архітектури й містобудування (охоронний номер 547-Кв).

## Історія ділянки

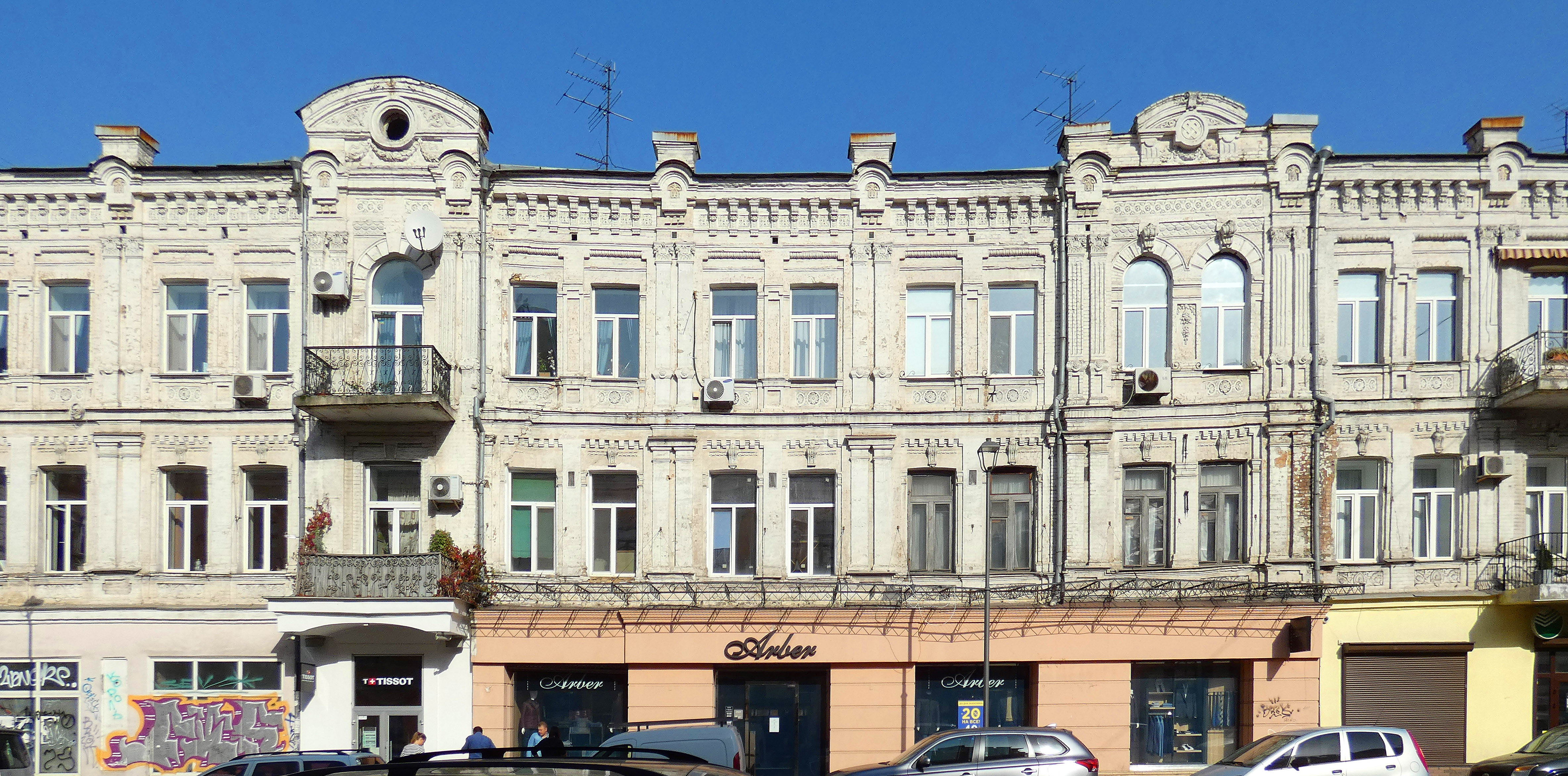
Фасад

Будинок зведений у другій половині XIX сторіччя. Садиба входить до кварталу між Боричевим узвозом і вулицями Ігорівською, Набережно-Хрещатицькою та Петра Сагайдачного, який належав родині київських підприємців Бродських.
Архітектор невідомий. Однак за архітектурними особливостями кам'яниця нагадує стиль будинку на Сагайдачного, 22/1, зведеного за проєктом  Миколи Самонова.
Близько 1922 року радянська влада націоналізувала будинок.
Станом на початок XXI сторіччя, перший поверх займали крамниці, офіси й аптека, другий і третій поверх — офіси й житлові приміщення. У напівпідвалі міститься кафе.

## Архітектура

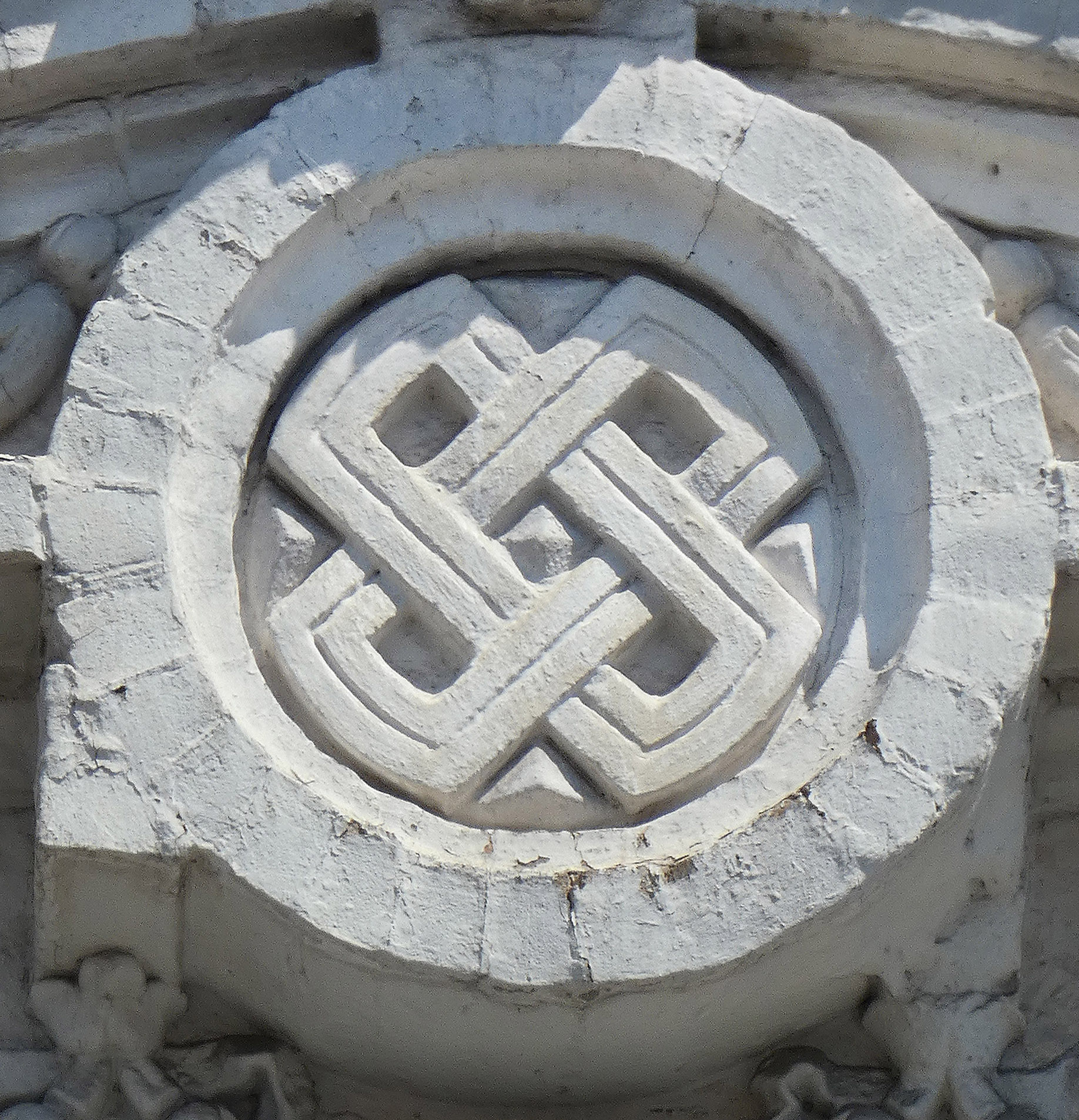
Декор

Триповерхова, цегляна, пофарбована кам'яниця має двосхилий дах, бляшане покриття, пласкі міжповерхові і склепінчасті підвальні перекриття, підвал і напівпідвал.
Архітектура кам'яниці вирішена у формі історизму з елементами неоренесансу і цегляного стилю.
Акцентами фасадів виступають розкріповки, які увінчують аттики з лучковими фронтонами і круглими даховими віконцями.
Площини підкреслені чітким ритмом віконних прорізів із замковими каменями. На першому поверсі — широкі вітрини, на другому — прямокутні. Вікна на третьому поверсі розкріповок — здвоєні аркові.
Розкріповки обабіч вікон на другому поверсі прикрашені пілястрами тосканського ордера, а на третьому — коринфського.
Фасади декоровані карнизами, зубчастими й орнаментальними фризами, капітелями і фестонами-гірляндами.
Балкони мають ковані ґрати із рослинним орнаментом.

## Галерея

Розкріповки з аттиком
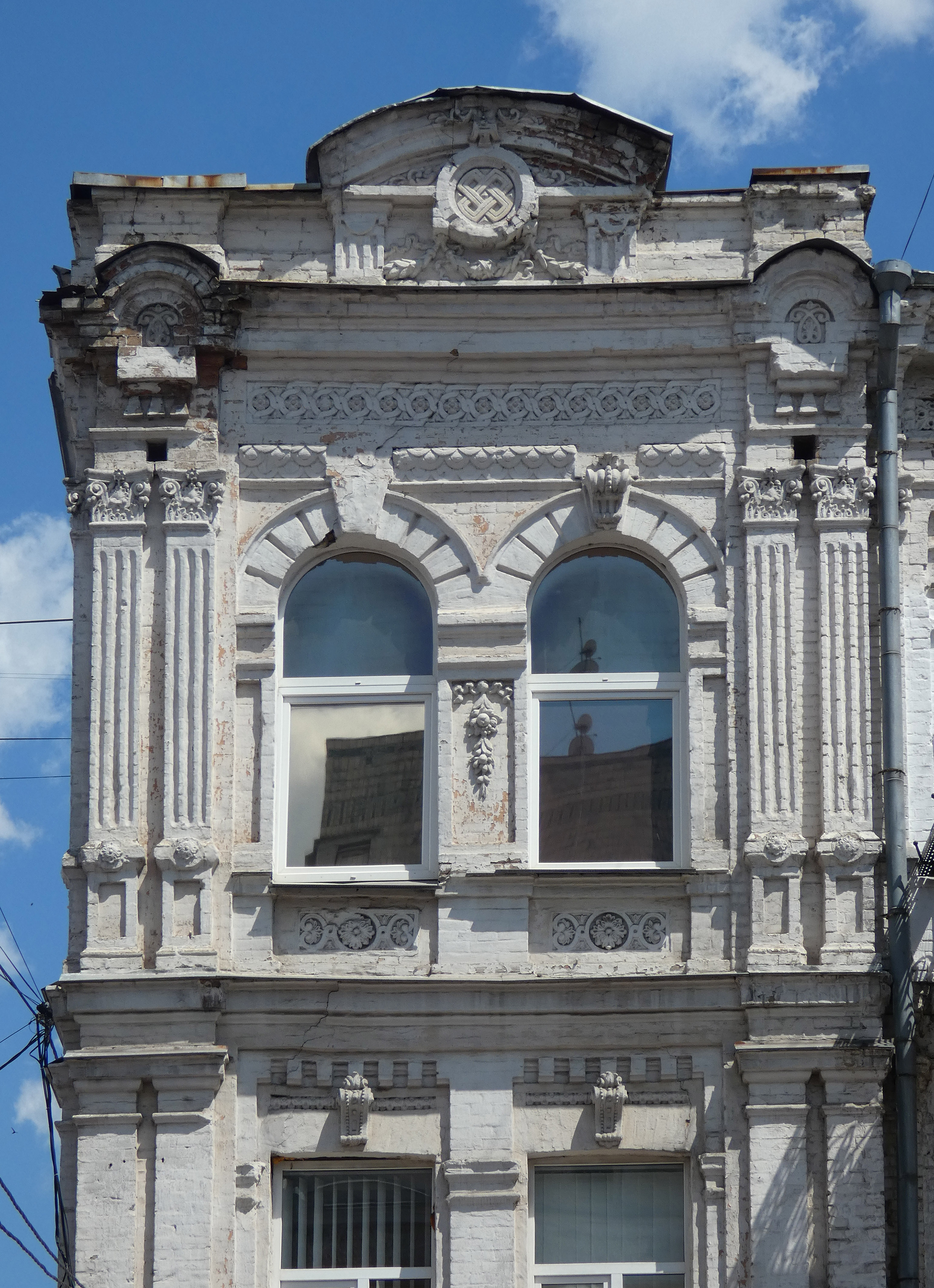
Наріжна (ліва)
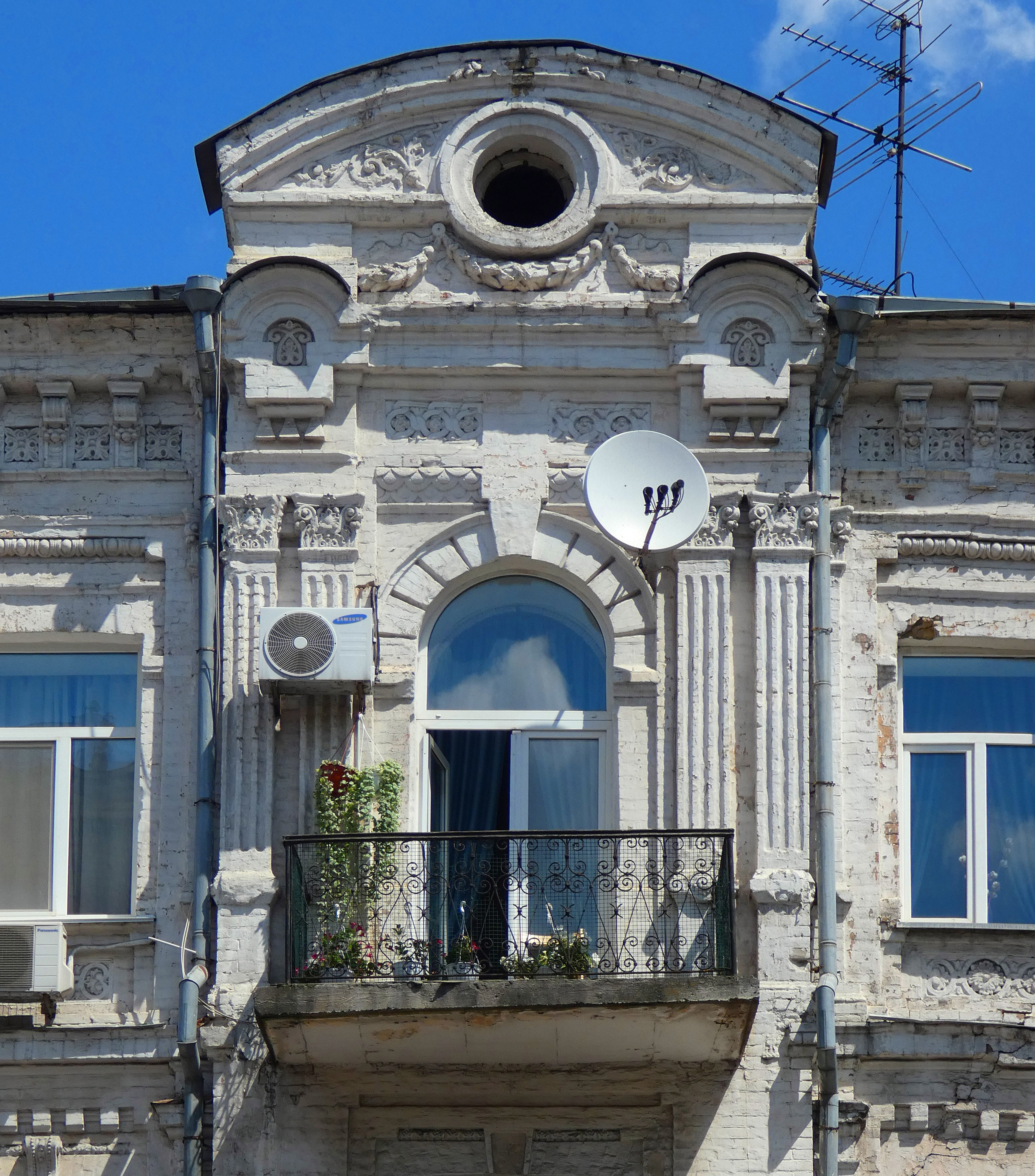
Центральна
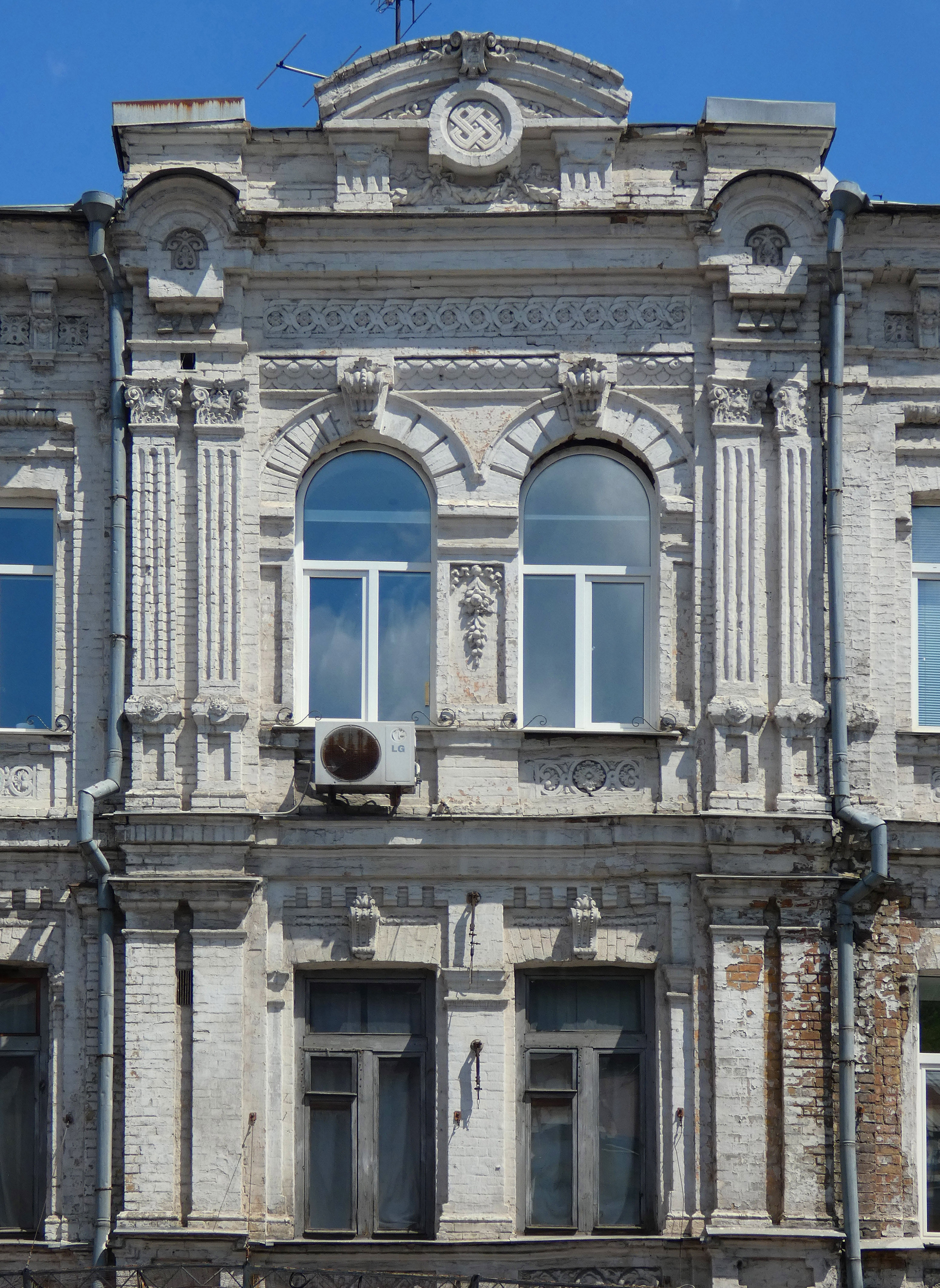
Права